# 洛克埃吉内尔-圣泰戈内克
洛克埃吉内尔-圣泰戈内克（法語：Loc-Eguiner-Saint-Thégonnec，法語發音：[lɔk eɡinɛʁ sɛ̃ teɡɔnɛk]）是法国菲尼斯泰尔省的一个旧市镇，位于该省东北部，属于莫尔莱区。2016年1月1日，洛克埃吉内尔-圣泰戈内克和相邻的圣泰戈内克合并为新市镇圣泰戈内克-洛克埃吉内尔（Saint-Thégonnec Loc-Eguiner）。

## 地理
洛克埃吉内尔-圣泰戈内克（48°27'46"N, 3°58'11"W）面积8.02 平方千米，位于法国布列塔尼大區菲尼斯泰尔省，该省份为法国最西部的省份，位于布列塔尼半岛西部，北西南三面环大西洋，东临阿摩尔滨海省和莫尔比昂省。
与洛克埃吉内尔-圣泰戈内克接壤的市镇（或旧市镇、城区）包括：科马纳、吉米利欧、普卢内乌尔梅内兹、圣索沃尔、圣泰戈内克-洛克埃吉内尔。

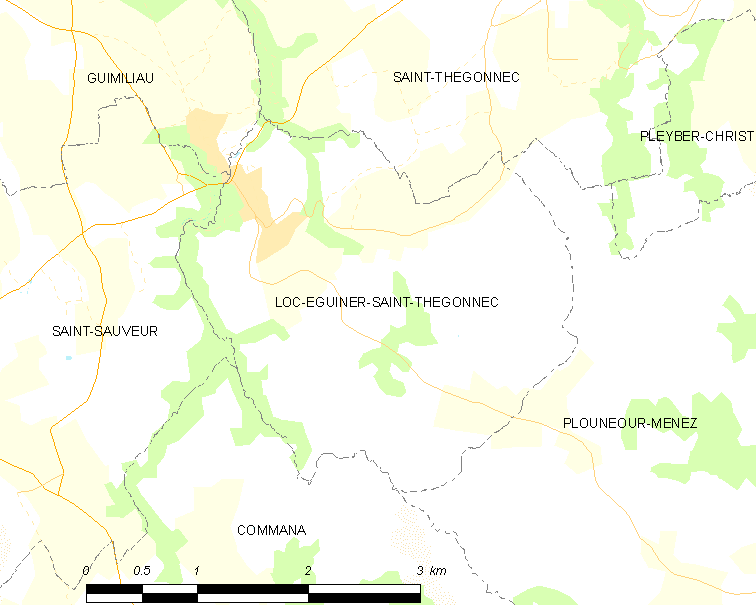
洛克埃吉内尔-圣泰戈内克的OSM定位图

洛克埃吉内尔-圣泰戈内克的时区为UTC+01:00、UTC+02:00（夏令时）。

## 行政
洛克埃吉内尔-圣泰戈内克的邮政编码为29410，INSEE市镇编码为29127。

## 政治
洛克埃吉内尔-圣泰戈内克所属的省级选区为莫尔莱县。

## 人口

1962-2008年间洛克埃吉内尔-圣泰戈内克人口变化图示

洛克埃吉内尔-圣泰戈内克于2018年1月1日时的人口数量为320人。